# Распопов, Олег Михайлович
Олег Михайлович Распопов (16.07.1931—31.10.2013) — российский геофизик, доктор физико-математических наук, профессор, соавтор научного открытия, заслуженный деятель науки РФ.

## Биография
Родился 16.07.1931 в Ленинграде. Блокадник, эвакуировался из города в марте 1942 г. по Дороге жизни через Ладожское озеро.
В 1949 г. окончил 38-ю городскую школу (1949, с золотой медалью) и физфак ЛГУ (1954, с отличием). Был оставлен на кафедре общей физики, затем переведён на кафедру геофизики.
В 1964 г. защитил кандидатскую диссертацию по постоянному геомагнитному полю и гравиметрии.
В 1972 г. защитил докторскую диссертацию:
- Геомагнитные пульсации и их связь с динамикой и структурой магнитосферы во время суббури : диссертация … доктора физико-математических наук : 01.00.00. — Ленинград, 1972. — 388 с. : ил.

В 1975—1990 гг. зам. директора, директор Полярного геофизического института Кольского филиала АН СССР, одновременно рукеоводил отделом и лабораторией. В период его руководства было построено новое здание института в Мурманске.
С 1990 г. зам. директора Ленинградского (Санкт-Петербургского) филиала Института земного магнетизма, ионосферы и распространения радиоволн АН СССР (РАН).
Умер 31 октября 2013 года от скоротечного отёка легких.

## Научная деятельность
Главный редактор журнала «Геомагнетизм и аэрономия».
Соавтор научного открытия: «Явление генерации электромагнитных волн ионосферными токами под воздействием на ионосферу модулированного коротковолнового радиоизлучения — Эффект Гетманцева».
Авторы: Г. Г. Гетманцев, Д. С. Котик, Н. А. Митяков, О. М. Распопов, И. Н. Капустин, В. С. Смирнов, Р. А. Перцовский, А. Н. Васильев.

### Сочинения
- Пульсирующие потоки частиц в магнитосфере и ионосфере [Текст] / [О. М. Распопов, … ; Отв. ред. … Старков]. — Ленинград : [б. и.], 1978. — 240 с., 1 л. граф. : ил.; 20 см.
- Отчет о командировке в Японию [Текст] / В. А. Троицкая, О. М. Распопов, В. В. Михневич ; АН СССР. ВИНИТИ. — Москва : [б. и.], 1974. — 153 с.; 29 см.
- Природные ресурсы больших озер СССР и вероятные их изменения / [Авт.-сост. И. М. Распопов, Н. Н. Давыдова, В. А. Кириллова и др.]; Отв. ред. О. А. Алекин. — Л. : Наука : Ленингр. отд-ние, 1984. — 286 с. : ил.; 22 см;

## Награды и звания
Доктор физико-математических наук (1973), старший научный сотрудник (1972), профессор (1982).
Заслуженный деятель науки РФ (1996). Награждён орденами Дружбы народов (1980) и Трудового Красного Знамени (1986).
Мастер спорта СССР по спортивному туризму (1955), чемпион Ленинграда.